# Associação Brusquense de Esporte e Lazer
L'Associação Brusquense de Esporte e Lazer è una società pallavolistica femminile brasiliana, con sede a Brusque: milita nel campionato brasiliano di Superliga Série A.

## Storia
L'Associação Brusquense de Esporte e Lazer viene fondata il 27 febbraio 2012. Nei primi anni di esistenza del club, le attività si concentrano principalmente sul settore giovanile, salvo qualche sporadica apparizione nelle categorie inferiori del campionato brasiliano e in ambito locale, con qualche partecipazione al Campionato Catarinense.
Nel corso dell'annata 2021-22 il club si aggiudica il primo titolo della propria storia, conquistando il Campionato Catarinense e in seguito, con due promozioni consecutive, passa prima dalla Superliga Série C alla Superliga Série B e poi in Superliga Série A: debutta nella massima divisione nazionale nella stagione seguente, che si chiude con un dodicesimo posto e un'immediata retrocessione.

## Rosa 2022-2023
| N° | Nome               | Ruolo | Data di nascita  | Nazionalità sportiva |
| -- | ------------------ | ----- | ---------------- | -------------------- |
| 1  | Emily dos Santos   | C     | 12 aprile 2000   | Brasile              |
| 2  | Lexi Pollard       | O     | 5 agosto 1998    | Canada               |
| 4  | Laura Grajales     | S     | 21 dicembre 2002 | Colombia             |
| 5  | Gláucia Ludescher  | C     | 1º maggio 2004   | Brasile              |
| 6  | Ana Paula Nunes    | P     | 27 giugno 1999   | Brasile              |
| 9  | Karla Goeder       | O     | 14 agosto 1993   | Brasile              |
| 10 | Wélissa Gonzaga    | S     | 9 settembre 1982 | Brasile              |
| 11 | Geovanna Rodrigues | S     | 16 dicembre 2002 | Brasile              |
| 12 | Audren Corrêa      | L     | 6 dicembre 1996  | Brasile              |
| 14 | Fernanda Depiné    | P     | 16 gennaio 2004  | Brasile              |
| 15 | Gabriela Santin    | L     | 17 novembre 2002 | Brasile              |
| 16 | Tainá Anschau      | S     | 14 aprile 2002   | Brasile              |
| 17 | Júlia da Silva     | C     | 15 aprile 1999   | Brasile              |
| 18 | Graziele de Souza  | S     | 26 gennaio 1992  | Brasile              |
| 22 | Anna Wruck         | C     | 24 febbraio 1993 | Stati Uniti          |

## Palmarès
- Campionato Catarinense: 1

2021